# Linden Hall (Northumberland)
Linden Hall est un ancien manoir de la paroisse civile de Longhorsley, Northumberland, Angleterre, qui est maintenant exploité comme un hôtel et un country club. Il comprend un parcours de golf de 18 trous construit par l'architecte de parcours de golf anglais, Jonathan Gaunt, qui a ouvert ses portes en 1997. La maison a le statut de bâtiment classé Grade II.

## Histoire
Vers 1806, Charles William Bigge, un banquier prospère de Newcastle, achète un domaine de près de 3000 acres à Longhorsley, qui appartient à la famille du comte de Carlisle depuis le XIIe siècle. En 1813, il construit une maison de maître sur le domaine.
Il engage son ami, Charles Monck, un architecte amateur avec un vif intérêt pour le style néo-grec, pour concevoir la nouvelle maison avec l'aide de l'architecte alors nouvellement qualifié John Dobson (architecte). Il nomme la nouvelle maison d'après un ruisseau adjacent.
Des problèmes financiers poussent ensuite ses descendants à vendre le domaine et le manoir, qui sont vendus en 1861 à HM Ames pour 72 500 £.
Par la suite, la maison abrite les familles Liddell, Ames et Adamson jusqu'en 1963. En 1978, il est vendu à une société qui la transforme en hôtel.